# ANAクラウンプラザホテル熊本ニュースカイ
ANAクラウンプラザホテル熊本ニュースカイ（エーエヌエークラウンプラザホテルくまもとニュースカイ、ANA CROWNE PLAZA KUMAMOTO NEW SKY）は、熊本県熊本市中央区にある、IHG ANA ホテルズのフランチャイズホテル。建物は25階建て、高さ81.4mのシティホテルである。運営は、株式会社ニュースカイホテルが行っている。2014年4月16日より「熊本全日空ホテルニュースカイ」から名称を変更。

## レストラン&バー

### サンシエロ
イタリアンがメインの主にバイキングを提供するカジュアルなレストラン

### フェリーチェ
バーラウンジ

### 光琳
日本料理店

## 歴史
- 1950年 - 前身の「松乃井旅館」設立
- 1966年7月 - 松乃井旅館が火災で焼失
- 1968年11月 - 松乃井旅館の跡地に「ニュースカイホテル」として開業（本館8階建76室）
- 1971年7月 - 11階建ての西館を増設
- 1980年7月 - 全日空ホテルズに加盟（販売協力契約）
- 1983年4月 - 25階建ての東館を増設、全日空ホテルズとの契約をフランチャイズ（運営指導）に変更
- 2005年 - 本館・西館を解体（跡地は駐車場棟）、玄関・ロビーを改装
- 2006年3月31日 - 「熊本全日空ホテルニュースカイ」に改称
- 2014年4月16日 - 「ANAクラウンプラザホテル熊本ニュースカイ」に改称。

## 交通アクセス
- 熊本市電
  - 祇園橋電停 - 最寄り。
  - 呉服町電停
- JR九州
  - 熊本駅
- 路線バス
  - 祇園橋バス停 - 都市バス・産交バス・熊本電鉄バスほか
  - ANAクラウンプラザホテル熊本ニュースカイバス停 - 空港リムジンバス・高森線・九州横断バス・熊本城周遊バス

## 周辺施設
- 熊本市立五福小学校
- 熊本市西消防署
- 熊本細工町郵便局
- 三井住友銀行熊本支店
- 旧第一銀行熊本支店（登録有形文化財 くまもとアートポリス選定既存建造物）

### 自然・観光地
- 坪井川
- 白川
- 花岡山
- 北岡自然公園 - 細川家の菩提寺であった妙解寺の跡地。花岡山麓にある。
- 北岡神社